# Oxygraphis polypetala
Oxygraphis polypetala (Raf.) Hook.f. & Thomson – gatunek rośliny z rodziny jaskrowatych (Ranunculaceae Juss.). Występuje naturalnie w Kaszmirze na pograniczu pakistańsko-indyjskim, w Nepalu, Bhutanie oraz Chinach (w południowej części Tybetu). 

## Morfologia
PokrójMała bylina z włóknistymi korzeniami. Z rozety liści wyrasta kilka głąbików dorastających do 2–10 cm wysokości.
LiścieOgonek liściowy nagi i ma 3–5 cm długości. Blaszka liściowa kształtu owalnego, nerkowatego lub okrągłe. Ma 0,5–1,5 cm długości i 0,5–1,5 cm szerokości. Nasada liścia ucięta lub prawie sercowata. Brzegi karbowane. Wierzchołek jest tępy.
KwiatyPojedyncze, pojawiają się na szczytach pędów. Dorastają do 15–20 mm średnicy. Mają 5 eliptycznych działek kielicha o długości do 5 mm. Płatki korony w liczbie 7, żółte, odwrotnie jajowate, o długości 8–10 mm.
OwoceNagie, owalne niełupki o długości 2–3 mm. Tworzą owoc zbiorowy – wieloniełupkę o jajowatym kształcie i długości do 8 mm.

## Biologia i ekologia
Rośnie na górskich łąkach. Występuje na wysokości w zależności od źródeł od 2200 do 5000 m n.p.m. Źródła nie są zgodne co do okresu kwitnienia – jedne podają, że kwitnie od maja do czerwca, inne natomiast w sierpniu.